# Jokioinen
Jokioinen este o comună din Finlanda.